# Слова из четырёх букв
«Слова́ из четырёх букв» (англ. Four Letter Words) — американский комедийно-драматический фильм 2000 года, режиссёрский дебют Шона Бейкера.
Слоган фильма: «Когда больше нечего сказать…».

## Сюжет
Фильм исследует мужскую психику пост-подросткового возраста, а также рассматривает с юмористической стороны взгляды, поведение и язык молодёжи в пригородах США.

## Производство
Съёмки проходили в 1996 году. Некоторые сцены были сняты в Баскин-Ридж, штат Нью-Джерси.

## Релиз
Премьера фильма состоялась в августе 2000 года на фестивале фильмов категории B в Сиракьюсе.

## Критика
На сайте-агрегаторе рецензий Rotten Tomatoes фильм имеет всего 1 рецензию критика с оценкой 3/5.
«Хотя Бейкер изображает живые диалоги и подчёркивает их качественным монтажом, несмотря на все усилия актёров, фильм всё же не впечатляет. Сцена, в которой группа ребят обсуждает порнозвёзд и курение через бонг возле гаража, может показаться важной для режиссёра и даже способна найти свою аудиторию, но Бейкеру следовало найти более оригинальный метод для раскрытия своего таланта повествования. Тем не менее поклонники ультраинди-фильмов могут дать картине шанс. У неё есть положительные стороны и несколько хороших актёрских выступлений» — DVD Talk.